# Liste von Sprengstoffanschlägen im Jahr 1980
Die Liste von Sprengstoffanschlägen im Jahr 1980 erfasst Anschläge mit Sprengladungen und anderen Spreng- und Brandvorrichtungen gegen Einrichtungen und Ansammlungen von Menschen, die im Jahr 1980 passierten. Zu den Formen zählen unter anderem Auto- und Rucksackbomben. Siehe auch Liste von Anschlägen auf Verkehrsflugzeuge.

## Liste
| Datum         | Ereignis                                                        | Ort             | Staat                  | Tote    | Verletzte | Anmerkung, Quellen                                                                                  |
| ------------- | --------------------------------------------------------------- | --------------- | ---------------------- | ------- | --------- | --------------------------------------------------------------------------------------------------- |
| 19. Jan. 1980 | Granatenangriff auf Wahlkampfveranstaltung                      | Cotabato City   | Philippinen            | 1       | 20        | [ 1 ]                                                                                               |
| 8. Feb. 1980  | Sprengstoffanschlag auf Bahnhof                                 | Hat Yai         | Thailand               | 3       | 25        | [ 2 ]                                                                                               |
| 18. Feb. 1980 | Raketenangriff auf Bus                                          | Aleppo          | Syrien                 | 34      | 0         | [ 3 ]                                                                                               |
| 21. Feb. 1980 | Sprengstoffanschlag                                             | Chorramschahr   | Iran                   | 5       | 39        | [ 4 ]                                                                                               |
| 9. März 1980  | Sprengstoffanschlag auf Theater                                 | Ozamis          | Philippinen            | 38      | 120       | [ 5 ]                                                                                               |
| 10. Apr. 1980 | Sprengstoffanschlag auf Wasserversorgungsanlage                 | Abadan          | Iran                   | 1       | 20        | [ 6 ]                                                                                               |
| 11. Apr. 1980 | Sprengstoffanschlag auf Freilichtkino                           | Bangkok         | Thailand               | 19      | 25        | [ 7 ]                                                                                               |
| 13. Apr. 1980 | Sprengstoffanschlag auf Zivilisten                              | Pagadian        | Philippinen            | 11      | 100       | [ 8 ]                                                                                               |
| 16. Apr. 1980 | Sprengstoffanschlag                                             | Abadan          | Iran                   | 6       | 38        | [ 9 ]                                                                                               |
| 18. Apr. 1980 | Anschlag mit Autobombe                                          | Bekaa           | Libanon                | 7       | 40        | [ 10 ]                                                                                              |
| 19. Apr. 1980 | Mörserangriff auf Sicherheitskräfte                             | Newry           | Vereinigtes Königreich | 0       | 20        | [ 11 ]                                                                                              |
| 19. Juni 1980 | Sprengstoffanschlag auf Regierungsversammlung                   | St. George’s    | Grenada                | 3       | 20        | [ 12 ]                                                                                              |
| 24. Juni 1980 | Sprengstoffanschlag                                             | Ahvaz           | Iran                   | 11      | 56        | [ 13 ]                                                                                              |
| 26. Juni 1980 | Sprengstoffanschlag auf Parteitreffen                           | La Paz          | Bolivien               | 2       | 47        | [ 14 ]                                                                                              |
| 30. Juni 1980 | Sprengstoffanschläge auf Zug, Bushaltestelle, Kino und Geschäft | Bangkok         | Thailand               | 0       | 32        | [ 15 ] [ 16 ] [ 17 ] [ 18 ]                                                                         |
| 22. Juli 1980 | Sprengstoffanschlag auf Polizeikonvoi                           | Logroño         | Spanien                | 1       | 34        | [ 19 ]                                                                                              |
| 23. Juli 1980 | Autobombe explodiert in der Tiefgarage einer Einkaufspassage    | Teheran         | Iran                   | 6       | 100       | [ 20 ]                                                                                              |
| 27. Juli 1980 | Granatenangriff auf jüdische Zivilisten vor Kulturzentrum       | Antwerpen       | Belgien                | 1       | 20        | [ 21 ]                                                                                              |
| 30. Juli 1980 | Sprengstoffanschlag auf Hotel                                   | Ahvaz           | Iran                   | 7       | 30        | [ 22 ]                                                                                              |
| 2. Aug. 1980  | Anschlag von Bologna                                            | Bologna         | Italien                | 85      | 200+      | Anschlag auf den Bahnhof Bologna Centrale. Als verantwortlich gilt die Nuclei Armati Rivoluzionari. |
| 4. Aug. 1980  | Sprengstoffanschlag auf Moschee                                 | Hamadan         | Iran                   | 0       | 21        | [ 23 ]                                                                                              |
| 24. Aug. 1980 | Anschlag mit Autobombe auf Bergresort                           | Keserwan        | Libanon                | 5       | 30        | [ 24 ]                                                                                              |
| 27. Aug. 1980 | Bombenexplosion im Harvey’s Resort Hotel                        | Stateline       | USA                    |         |           | Fehlgeschlagene Entschärfung eines von Erpressern gelegten Sprengsatzes.                            |
| 5. Sep. 1980  | Sprengstoffanschlag auf Regierungsbüro                          | Guatemala-Stadt | Guatemala              | 8       | 80        | [ 25 ]                                                                                              |
| 26. Sep. 1980 | Oktoberfestattentat                                             | München         | Deutschland            | 12 (+1) | 221       | Attentäter deponiert Sprengsatz in Abfalleimer                                                      |
| 27. Sep. 1980 | Granaten- und Schusswaffenangriff auf Hotel                     | Harare          | Simbabwe               | 2       | 25        | [ 27 ]                                                                                              |
| 3. Okt. 1980  | Anschlag mit Motorradbombe auf die Synagoge der Rue Copernic    | Paris           | Frankreich             | 4       | 46        | |
| 4. Okt. 1980  | Sprengstoffanschläge auf Hotels                                 |                 | Philippinen            | 0       | 50        | [ 28 ] [ 29 ] [ 30 ] [ 31 ] [ 32 ]                                                                  |
| 19. Okt. 1980 | Sprengstoffanschlag auf Konferenz                               | Manila          | Philippinen            | 0       | 20        | [ 33 ]                                                                                              |
| 23. Okt. 1980 | Anschlag mit Autobombe auf Einkaufszentrum                      | Enniskillen     | Vereinigtes Königreich | 0       | 17        | [ 34 ]                                                                                              |
| 9. Nov. 1980  | Anschlag mit Autobombe                                          | Beirut          | Libanon                | 14      | 22        | [ 35 ]                                                                                              |
| 16. Nov. 1980 | Granatenangriff auf Restaurant                                  | Harare          | Simbabwe               | 3       | 22        | [ 36 ]                                                                                              |
| 3. Dez. 1980  | Granatenangriff auf Diskothek                                   | Manila          | Philippinen            | 6       | 20        | [ 37 ]                                                                                              |
| 27. Dez. 1980 | Granatenangriff auf Bestattungsinstitut                         | General Santos  | Philippinen            | 7       | 22        | [ 38 ]                                                                                              |
| 31. Dez. 1980 | Sprengstoffanschlag auf Hotel                                   | Nairobi         | Kenia                  | 20      | 85        | [ 39 ] [ 40 ]                                                                                       |